# Phyllophaga pokornyiana
Phyllophaga pokornyiana är en skalbaggsart som beskrevs av Moron 1995. Phyllophaga pokornyiana ingår i släktet Phyllophaga och familjen Melolonthidae. Inga underarter finns listade i Catalogue of Life.